# Vieux-Rouen-sur-Bresle
 Vieux-Rouen-sur-Bresle  es una comuna y población de Francia, en la región de Alta Normandía, departamento de Sena Marítimo, en el distrito de Dieppe y cantón de Aumale.
Está integrada en la Communauté de communes du Canton d'Aumale.

## Demografía
| 823 | 750 | 768 | 676 | 713 | 643 |
| Para los censos de 1962 a 1999 la población legal corresponde a la población sin duplicidades (Fuente: INSEE [Consultar]) |     |     |     |     |     |